# Jamasie Teevee
Pour les articles homonymes, voir Teevee.
Jamasie Teevee, né le 2 juillet 1910 et mort en 1985, est un artiste inuit. Teevee est reconnu pour ses estampes et dessins qui représentent la vie traditionnelle inuit. Teevee est vu comme un des artistes les plus éminents qui travaillaient à Cape Dorset dans les premières années de l'art dans la région.

## Biographie
Teevee est originaire de Kimmirut (Lake Harbour) au Nunavut, dont viennent aussi ses parents. Dans son enfance, la famille vit dans le camp inuit de Tikkumi. Adulte, Teevee se marie avec une artiste de Cape Dorset nommée Angotigolu Teevee. Jamasie et Angotigolu ont quatre enfants qui sont tous sculpteurs au Cape Dorset, Anirnik Ragee, Parnee Peter, Nicotai Simigak et Simeonie Teevee.

## Vie artistique
Jamasie Teevee commence sa carrière d'artiste dans les années 1960. Il utilise différentes techniques pour créer ses œuvres, en particulier la gravure et l'estampe. Vers la fin de sa carrière, il retourne au dessin, comme à ses débuts.

## Œuvres
Dans ses œuvres, Teevee met souvent en scène la vie dans les camps inuits ainsi que le pratique traditionnelle de la chasse. Parmi ses œuvres les plus marquantes, on retrouve : 
Camp Scene (1980)
Camp Scene montre la construction d'igloos et la préparation les chiens. Les igloos sont de couleur noire avec des accents rouge et jaune qui soulignent leur structure.
Taleelayo and Friends (1973)
Taleelayo and Friends montre la déesse Sedna entourée d’animaux, connus comme le caribou, ou inconnus.

## Expositions
Durant sa carrière en tant qu'artiste, Teevee a eu ses œuvres présentées dans de nombreuses expositions, tant en solo qu'en groupe: 
Expositions solos:
- Jamasie Teevee, Fleet Galleries, Winnipeg, Manitoba [8]
- Prints and Drawings by Jamasie, Inukshuk Galleries, Waterloo, Ontario [8]
- Jamasie Retrospective, Canadiana Galleries, Edmonton, Alberta [8]

Expositions collectives:
- Arctic Expressions : Inuit Art and the Canadian Eskimo Arts Council, 1961-1989, McMicheal Canadian Collection [9]
- Grasp Tight the Old Ways : Selections from the Klamer Family Collection of Inuit Art, Art Gallery of Ontario [10]
- The Inuit Print/L'estampe inuit, Musée Canadien de l'histoire [8]
- La déesse inuite de la mer/The Inuit Sea Goddess, Musée des beaux-arts de Montréal [11]
- Building on Strenghts : New Inuit Art from the Collection, Winnipeg Art Gallery [8]
- Cape Dorset Graphics 1964/64-1985, collection annuelle [8]

## Distinctions
- 1973, Jamasie reçoit une bourse du Canada Council pour se rendre à Winnipeg et assister à l’ouverture d’une exposition de ces œuvres à Fleet Galleries.
- 1976, l'image de Teevee Animals and Man a fait partie d’un portfolio qui a été fait pour présenter aux participants de la conférence de l’habitation des Nations Unies.
- 1980, il a été demandé par Theo Waddington pour faire six œuvres, ces œuvres sont publiées dans le catalogue annuel de Cape Dorset Graphic de 1981.
- 1981, Mintmark Press a commandé Jamasie de créer une engravure, cette engravure est incluse dans le catalogue annuel de Cape Dorset Graphic de 1982.
- 1982, ‘Etchings Portfolio V : Timiat’. Jamasie est un de trois artistes qui a contribué à ce portfolio spécial.
- 1984, Norgraphics Commission, Jamasie est un de trois artistes à produire une collection limitée de gravure spéciale.
- 1989, une collection d’estampes faite par Jamasie est sortie par Aux Multiples appelés « Jamasie Teevee 1910-1985 »[1].

## Collections muséales
- Musée des beaux-arts du Canada, Ottawa, Ontario [12]
- University of Michigan Museum of Art, Ann Arbor, Michigan, U.S.A. [13]
- Canada Council Art Bank, Ottawa, Ontario [14]
- Musée canadien de l'histoire, Gatineau, Québec [15]
- Winnipeg Art Gallery, Winnipeg, Manitoba [16]
- Musée des beaux-arts du Québec, Québec, Québec [17]